# Christiane Henriette Sophie von Laßberg

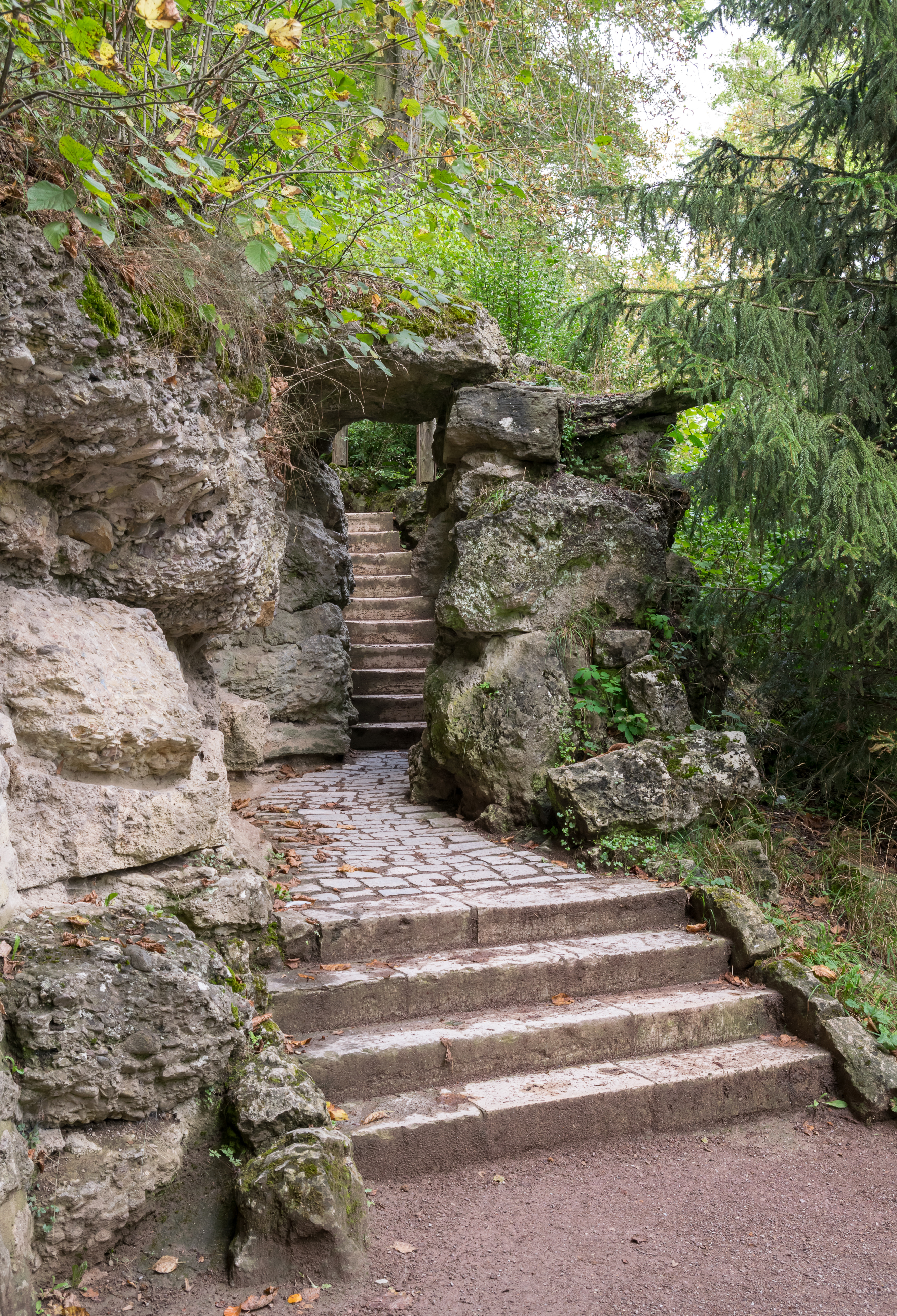
Felsentreppe oder Nadelöhr

Christiane Henriette Sophie von Laßberg, von Goethe genannt Christel von Laßberg (geb. 1761 in Kleinkromsdorf; gest. 16. Januar 1778 in Weimar), war eine deutsche Adelige. Die Tochter des Obersten Johann Maximilian Albrecht von Laßberg beging im Alter von 17 Jahren nahe der Floßbrücke im Park an der Ilm aus unerfüllter Liebe zu dem livländischen Baron und Kammerherrn von Wrangel Suizid. Angeblich soll sie ein Exemplar von Goethes Die Leiden des jungen Werther bei sich gehabt haben, als sie tot aufgefunden wurde. Nahe der Floßbrücke wurde das sogenannte Nadelöhr bzw. das Felsentor mit der Felsentreppe ihr zur Erinnerung angelegt. Ohne das persönliche Engagement Goethes wäre sie wohl heute vergessen.
Christiane Henriette Sophie von Laßberg war Hofdame und Tänzerin am Hoftheater unter Goethes und Karl Siegmund von Seckendorffs Direktorium. Der damalige Hofpage Carl Wilhelm Heinrich Freiherr von Lyncker hielt es in seinen Erinnerungen fest wie auch Goethe. Lynckers Schilderungen des Hergangs sind aber detaillierter als die von Goethe. Nach Lynckers Aufzeichnungen war die Gesellschaft der Hofschauspielerinnen und Hofschauspieler im Haus der Charlotte von Stein beinahe täglich mit Proben für das Theater beschäftigt. Bei einer solchen Probe zu Goethes Der Triumph der Empfindsamkeit wurde sie vermisst. Da war sie vermutlich bereits tot. Gefunden wurde sie Lynckers Aufzeichnungen zufolge am 17. Januar 1778 durch Goethes Diener Philipp Seidel, Christoph Sutor und Paul Götze. Sonst ist von ihrem Leben so gut wie nichts bekannt.

## Der Tod der Christiane Henriette Sophie von Laßberg und seine Nachwirkungen bei Goethe
Der Tod der Tochter des Obersten Johann Maximilian Albrecht von Laßberg, des Besitzers von Kleinkromsdorf und Stadtkommandanten von Weimar, hatte Goethe derart beschäftigt, dass er ihr ein Denkmal setzen wollte. Mit der Anlegung der Felsentreppe und dem Nadelöhr am Abend nach dem Tod der Christiane begann Goethe zusammen mit einer Gruppe von Arbeitern und dem Gartenarchitekten und Hofgärtner Carl Heinrich Gentzsch und schuf damit die erste Gartenszene im Ilmtal nach dem Vorbild des Wörlitzer Parks. Gewissermaßen ist das die Geburtsstunde des Parks an der Ilm. Ein eigentliches Denkmal für Christiane von Laßberg kam nicht zustande. Das Vorhaben geriet vermutlich in Vergessenheit. Das sogenannte Nadelöhr kann dennoch als ein solches gelten. Es gibt auch eine Zeichnung des unteren Teils der Felsentreppe mit seitlich aufgeschichteten Travertinbrocken, die den ausgehöhlten Felsen zum schmalen Durchgang zum Felsentor machen. Goethe selbst hatte diese nach 1778 angefertigt. Der Travertinblock, der auf den seitlich aufgeschichteten Blöcken aufliegt, durch den das Nadelöhr entstand, ist auf der Zeichnung Goethes noch nicht vorhanden. Goethe erfand einem Brief an Charlotte von Stein vom 19. Januar 1778 zufolge ein seltsam Plätzgen, wo das Andenken der armen Christel verborgen stehen wird… Ich hab mit Jentschen ein gut Stück Felsen ausgehölt, man übersieht da in höchster Abgeschiedenheit, ihre lezten Pfade und den Ort ihres Tods. Goethe war nicht der Einzige, welcher diese Felsentreppe zeichnete. Georg Melchior Kraus zeichnete diese mindestens zweimal. Das Motiv für dieses Felsentor sieht Susanne Müller-Wolff in einer Inspiration Goethes, die dieser im Mai 1778 bei einem Besuch in Wörlitz empfing.
Goethe ließ dieses Ereignis außerdem in den Gedichten Der Fischer und An den Mond in der ersten Fassung von 1778 anklingen. In der Belletristik hingegen wurde ihr Freitod zum Stoff einer fiktionalen Handlung. Der Tod der Christiane Henriette Sophie von Laßberg war in Weimar ein Ereignis. Weimar selbst gewissermaßen war ein Klatschnest, in dem nichts zu verbergen war. Das galt auch hier.

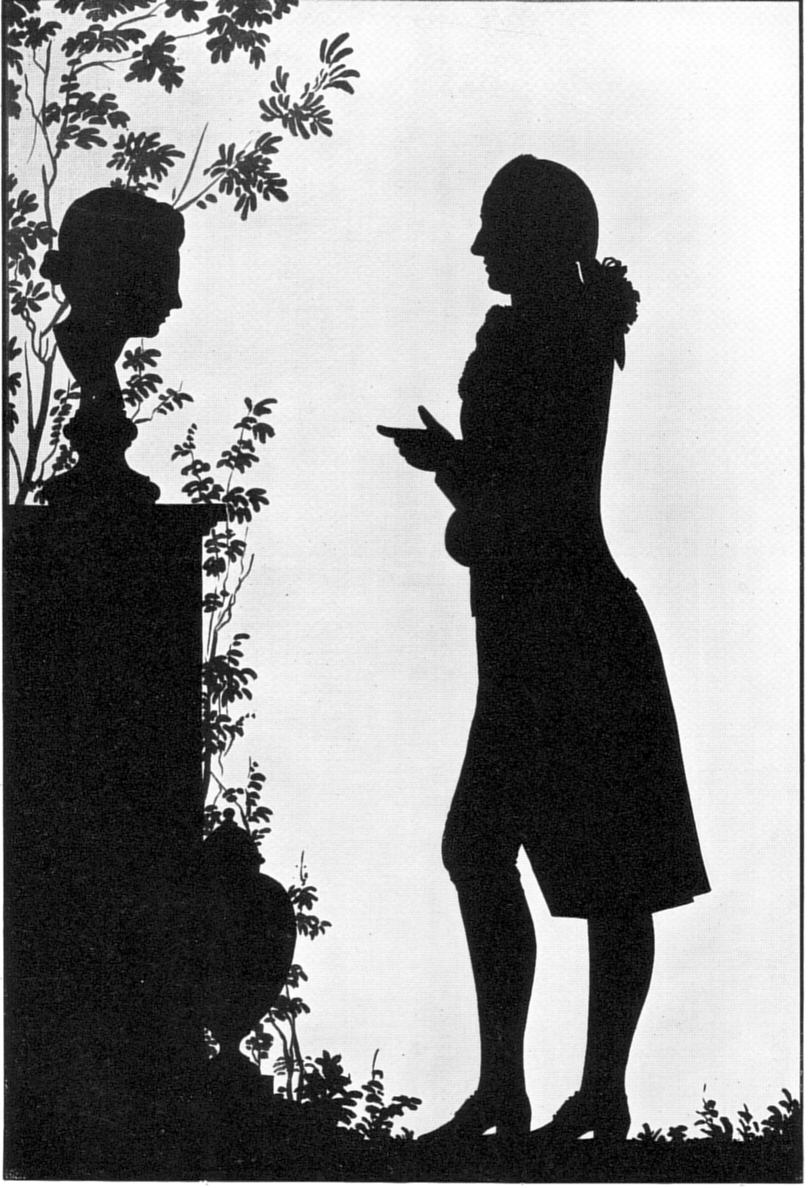
Johann Wolfgang von Goethe, vor einem Grabmal mit weiblicher Büste (Christel von Laßberg?) und Urne, Scherenschnitt um 1780

Es gibt einen Scherenschnitt um 1780, bei dem Goethe vor einem Grabmal mit der Büste einer jungen Frau steht. Diese Büste wiederum wurde mit Christel von Laßberg in Verbindung gebracht, jedoch ohne dass sie ihr sicher zuzuweisen gewesen wäre. Das Original dieses Scherenschnittes wiederum befindet sich im Schloss Tiefurt. Hans Wahl und Anton Kippenberg bezeichnen sie als Eine der schönsten Silhouetten dieser Kunst. Dass die Herausgeber das auch wirklich meinten, beweist gewiss auch die Tatsache, dass sie die Vorderseite des Schutzumschlages dieses Bandes mit eben dieser Silhouette versehen hatten.